# Carl Schütz (Kupferstecher)

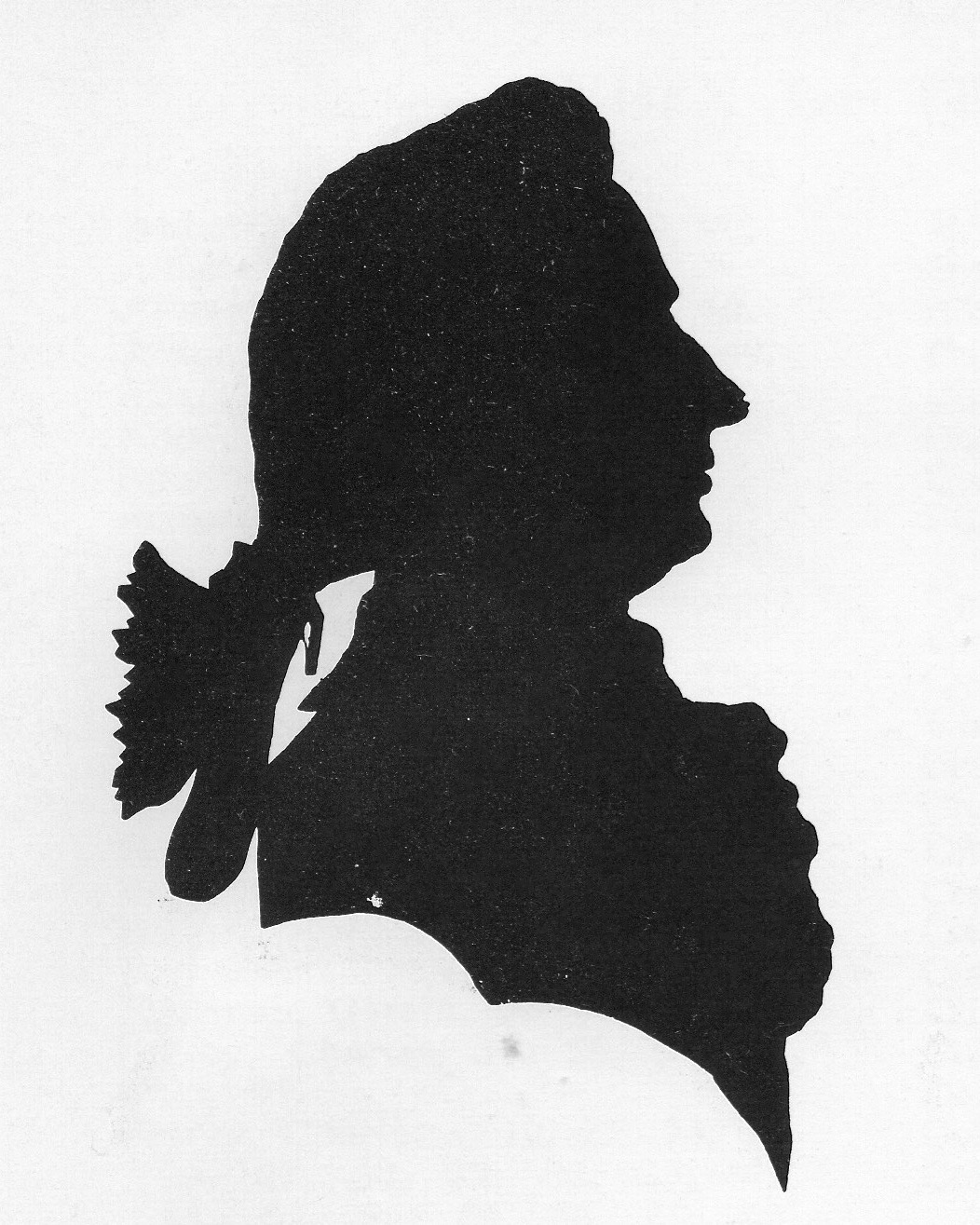
Schattenriss von Bernhard Albrecht Moll, 1783.

Carl Schütz (* 2. November 1745 Laibach [heute Ljubljana] oder Wien; † 14. März 1800 in Wien) war ein Kupferstecher, Zeichner und Architekt. Besonders seine gestochenen Veduten aus der Serie „Collection de 50 vues de la ville de Vienne“ werden als zeitüberdauernd bedeutend anerkannt.

## Leben

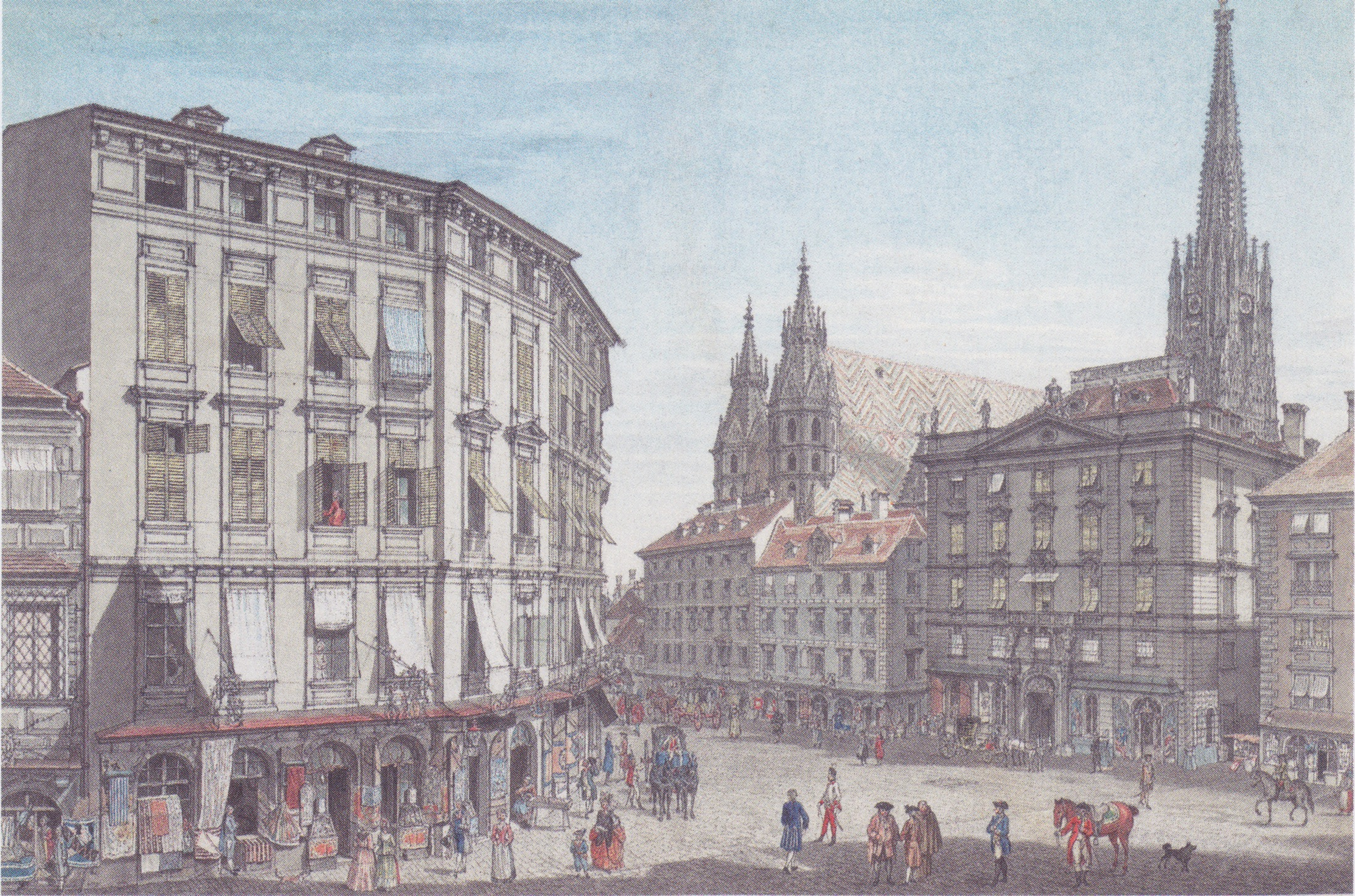
Der Stock-im-Eisen-Platz in Wien, koloriert, 1779.

Schütz wurde ab dem 3. Januar 1764 auf der Akademie der bildenden Künste Wien zum Künstler und Architekten (unter Johann Ferdinand Hetzendorf von Hohenberg) ausgebildet. Vielfältig begabt und interessiert, betätigte er sich in unterschiedlichen Kunstgebieten. Herausragend waren seine Arbeiten in der Radierung und dem Kupferstich. Dabei spezialisierte er sich auf architektonische Zeichnungen.
Ab 1772 war Schütz Mitglied der Akademie der bildenden Künste (als Architekt), später lehrte er auch als Professor an der k.u.k. Ingenieurakademie. Seine Frau Susanne, geb. Fino (1749–1810), heiratete er 1773. Sie war eine Tochter des Hofmeisters Marcus Fino und starb bei einem Sturz aus dem Fenster.

## Werke
- 1787 erschien die aus zwölf Blättern bestehende „Mappa von dem Land ob der Enns“, die von Carl Schütz gestochen und von Franz Müller beschrieben war.
- Ein weiterer Stich von Schütz betraf den Wiener Stephansplatz nach Abschluss der dortigen städtebaulichen Maßnahmen, die vor allem den Abriss von kleineren Gebäuden beinhaltet hatten. Diese Arbeit wurde dem Kaiser Franz II. anlässlich dessen Thronbesteigung 1792 von einer Abordnung des städtischen Magistrates überreicht.[3]
- Aquarelle und Zeichnungen von Schütz befinden sich unter anderem in der Wiener Albertina und in der Wiener Akademiebibliothek.

### „Collection de 50 vues de la ville de Vienne“

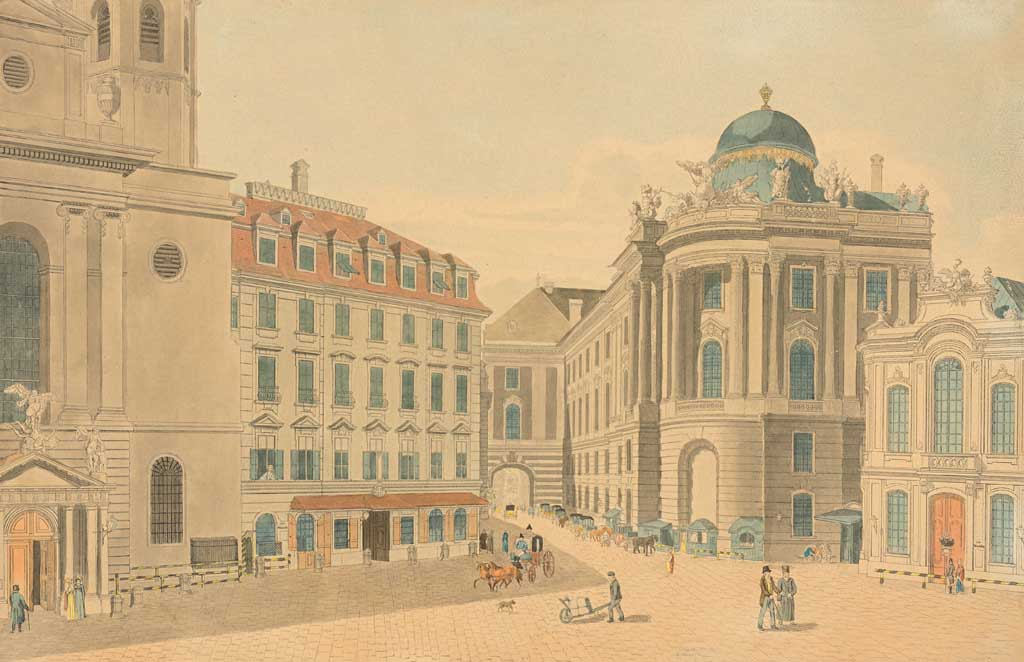
Wien. Der Michaelerplatz mit Kirche, Winterreitschule und dem damaligen Burgtheater, koloriert, Artaria, Anfang des 19. Jahrhunderts.

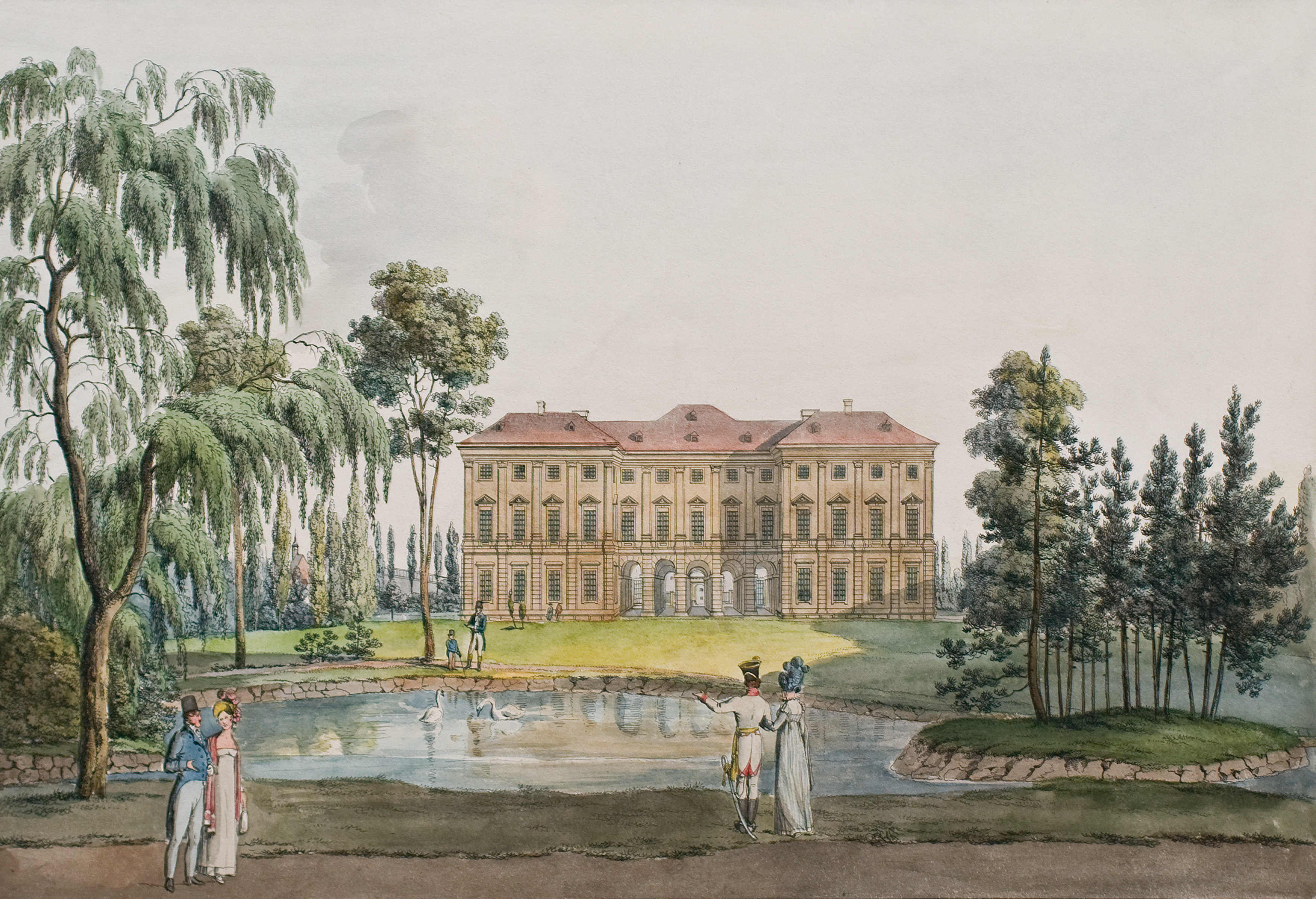
Gartenpalais Liechtenstein, Artaria, 1816.

Als bedeutendstes Werk des Künstlers gelten die von ihm gefertigten Blätter in der Stichesammlung „Collection de 50 vues de la ville de Vienne“ (auch: „Collection de cinquante vues de la ville de Vienne, de ses Fauxbourgs et de quelques uns de ses Environs“), die 1779 erstmals vom Verlag Artaria herausgegeben wurde. An dem Werk, das 50 Stiche (Blätter) zu den wichtigsten Kirchen, Palästen, öffentlichen Plätzen der Stadt Wien und umliegender Gegenden enthielt, waren neben Schütz auch die Künstler Johann Andreas Ziegler, Laurenz Janscha und Jakob Alt (die beiden letzteren nur bei den Neuauflagen) beteiligt. Die Veduten waren in der damals beliebten Aberle’schen Manier koloriert. Die Initiative zur Anfertigung dieser „gemalenen Prospekte“ ging von Carl Schütz aus.

„Die Lebendigkeit des Spätbarock und Rokoko verschmelzen in diesen Veduten Stadtbild und Mensch zu einer Einheit von höchster Aussagekraft und Bildwirksamkeit.“

Die Künstler teilten sich die Arbeit an den Stichen: Schütz übernahm die architektonischen Ansichten von Gebäuden und Stadtteilen, Ziegler konzentrierte sich auf die Vorstädte und Umgebungsbilder. Die Blätter hatten die Dimensionen 12 × 16 Zoll. Die Sammlung erschien in mehreren Auflagen, die Stiche wurden dabei teilweise den veränderten Ansichten folgend, korrigiert. Das betraf auch die Kleidermode der in den Zeichnungen dargestellten Menschengruppen. Am 2. Mai 1787 verkaufte Schütz dem Verlag Artaria seine bis dahin gestochenen 17 Platten sowie die entsprechenden Verwertungsrechte.